# ناستازیا یونسکو
ناستازیا یونسکو (انگلیسی: Nastasia Ionescu؛ زادهٔ ۵ مارس ۱۹۵۴) قایقران کانو اهل رومانی بود.